# زيت شجرة الشاي
زيت شجرة الشاي أو زيت شجرة التاي أو زيت البلقاء هو زيت عطري يُستخلص من أوراق شجرة بلقاء متبادلة الأوراق. يتراوح لون الزيت من الأصفر الباهت إلى الشفاف عديم اللون.
مشتق من أوراق شجرة الشاي، بلقاء متبادلة الأوراق، موطنها جنوب شرق كوينزلاند والساحل الشمالي الشرقي لنيو ساوث ويلز، أستراليا. يشتمل الزيت على العديد من المواد الكيميائية المكونة له ويتغير تكوينه إذا تعرض للهواء ويتأكسد.
بدأ الاستخدام التجاري لزيت شجرة الشاي في عشرينيات القرن الماضي، وكان رائد الأعمال آرثر بينفولد. اعتبارًا من عام 2017، بلغت قيمة السوق العالمي لزيت شجرة الشاي 39 مليون دولار أمريكي.

## الاستعمال
كدواء تقليدي، يتم استخدامه عادةً كدواء موضعي بتركيزات منخفضة لمحاولة علاج حالات الجلد، ولكن هناك القليل من الأدلة على فعاليته. يُزعم أن زيت شجرة الشاي مفيد في علاج قشرة الرأس وحب الشباب والقمل والهربس ولدغ الحشرات والجرب والالتهابات الجلدية الفطرية أو البكتيرية.ومع ذلك، لا توجد أدلة كافية لدعم أي من هذه الادعاءات بسبب محدودية كمية الأبحاث التي أجريت حول هذا الموضوع.زيت شجرة الشاي ليس منتجًا حاصلًا على براءة اختراع ولا دواءً معتمدًا في الولايات المتحدة، على الرغم من اعتماده كدواء تكميلي للعلاج بالروائح في أستراليا. وهو سام إذا تم تناوله عن طريق الفم وغير آمن للاستخدام مع الأطفال.

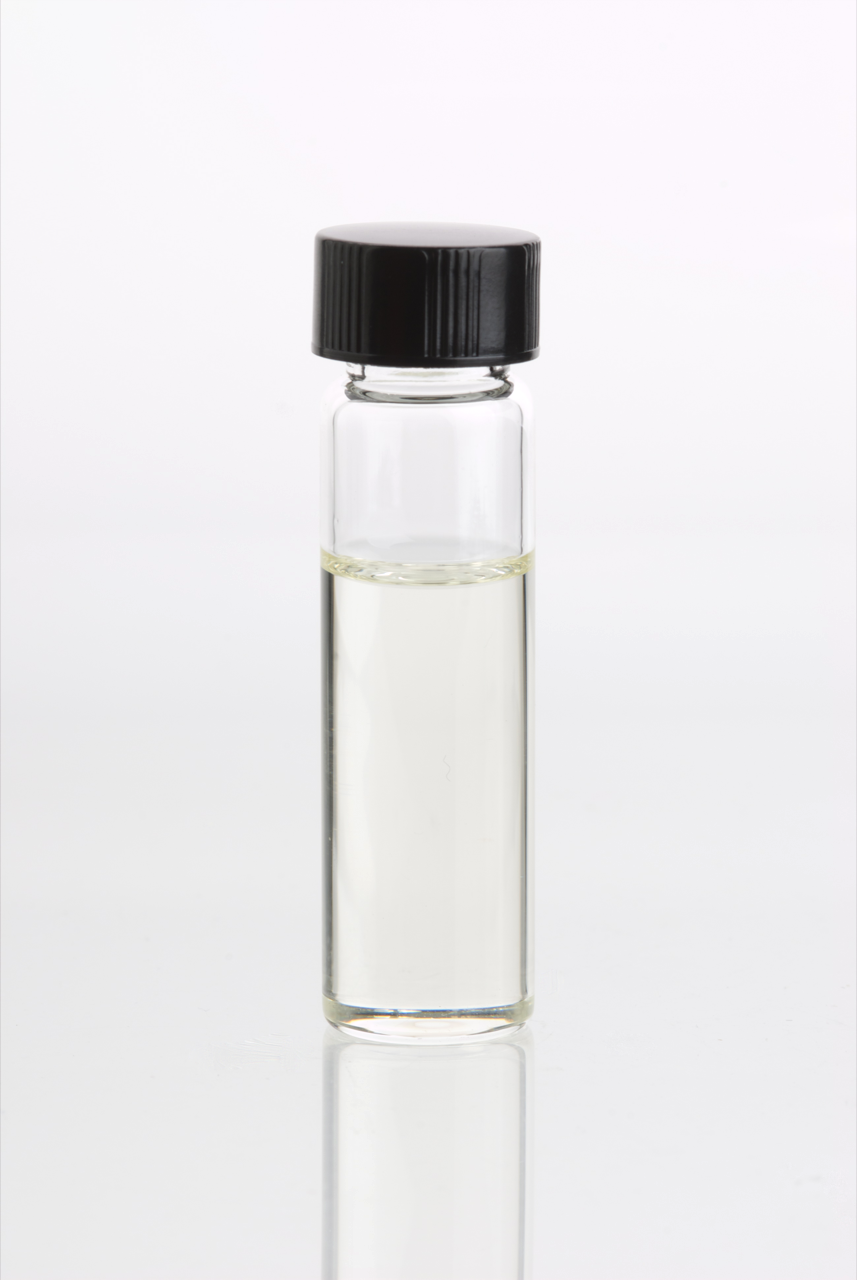
زيت شجرة الشاي (Melaleuca alternifolia)

يمكن أن يستخدم زيت شجرة الشاي كوسيلة فعالة للعلاج المنزلي العدوى المهبلية بالخميرة.

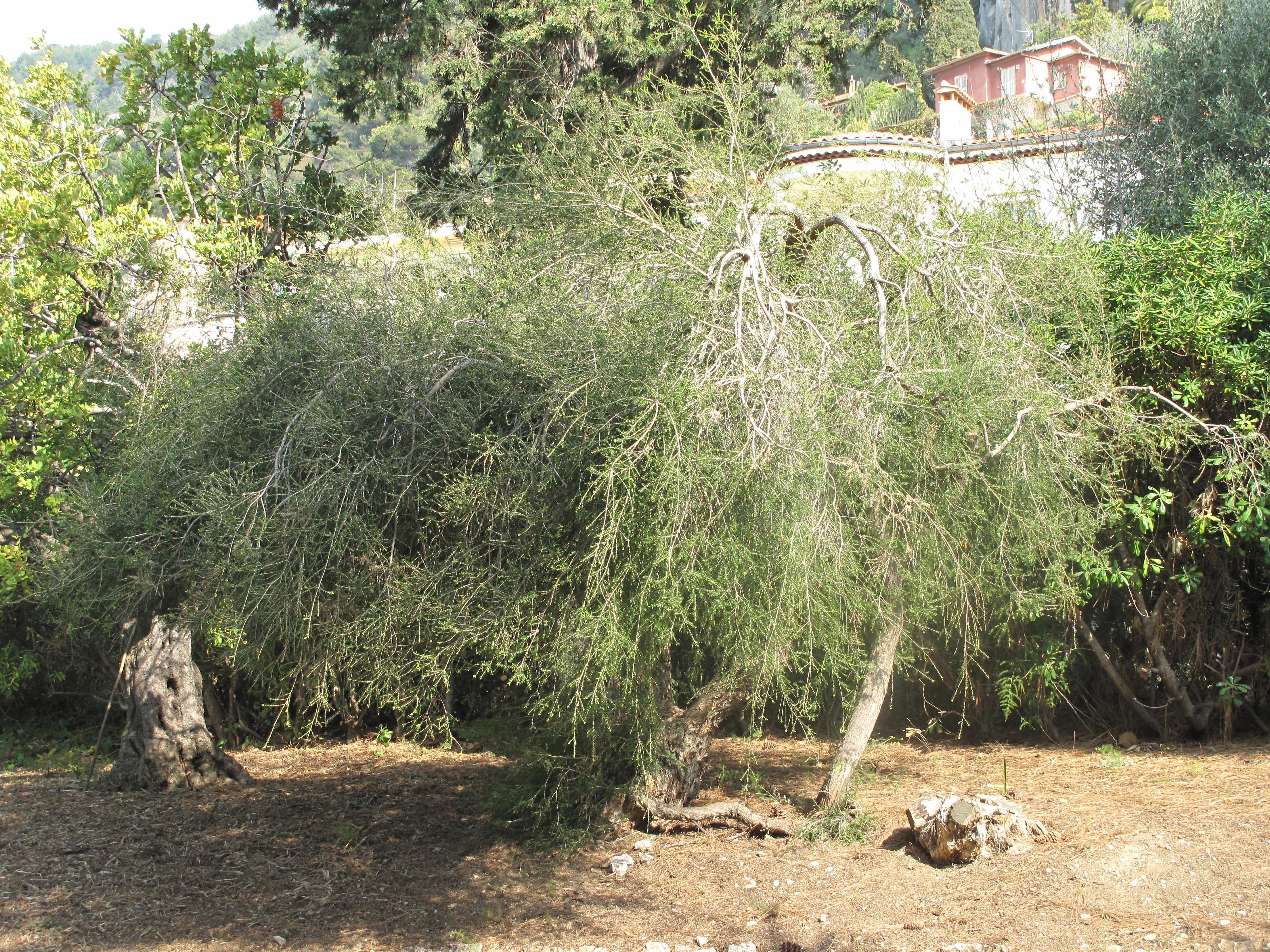
بلقاء متبادلة الأوراق

### الأعراض الجانبية والتحذيرات
- تجنب استخدام الحوامل والمرضعات لزيت شجرة الشاي.
- عند تناول زيت شجرة الشاي يمكن أن يؤدي إلى عسر الهضم والإسهال واضطراب في المعدة والغثيان والنعاس والتهيج إذ أخذ أكثر من اللازم.[10]
- يمكن أن يسبب زيت شجرة الشاي المركز حكة وتهيجاً وإحمراراً في الجلد الحساس. ولذلك، إذا كان جلدك حساساً، يفضل إضافة زيت أساسي آخر مثل زيت الزيتون لتخفيفه. وينبغي الحذر الشديد عند استخدام زيت شجرة الشاي داخلياً. فالجرعة الزائدة منه يمكن أن تسبب الإسهال والقيء وضعف الوظيفة المناعية، وتؤثر على الجهاز العصبي المركزي فتسبب النعاس المفرط، والارتباك، وضعف التنسيق، وحتى الغيبوبة. وإذا لاحظت أي من هذه الأعراض من جرعة زائدة، فيجب مراجعة الطبيب فوراً.[11]
- أظهرت دراسة طبية أن زيت شجرة الشاي قد يغير مستويات الهرمون. كانت هناك ثلاثة تقارير عن تسبب زيت شجرة الشاي بزيادة حجم الثدي غير المبررة في الأولاد. وأشارت حالة على إصابة صبياً صغيراً بورم في الثدي بعد استعمال هلام لتصفيف الشعر وشامبو يحتويان على زيت شجرة الشاي وزيت الافندر.[12]

## التاريخ والاستخراج
يستخدم اسم شجرة الشاي للعديد من النباتات، معظمها من أستراليا ونيوزيلندا، من عائلة آسية (نبات)، المرتبطة بالآس. ربما نشأ استخدام الاسم من وصف الكابتن جيمس كوك لإحدى هذه الشجيرات التي استخدمها لعمل مشروب بدلاً من الشاي.
نشأت صناعة زيت شجرة الشاي التجارية في عشرينيات القرن الماضي عندما قام الأسترالي آرثر بينفولد بالتحقيق في الإمكانات التجارية لعدد من الزيوت المستخرجة الأصلية؛ وذكر أن زيت شجرة الشاي له خواص واعدة، حيث أظهر خصائص مطهرة.
تم استخراج زيت شجرة الشاي لأول مرة من بلقاء متبادلة الأوراق في أستراليا، ولا يزال هذا النوع هو الأكثر أهمية تجاريًا. في السبعينيات والثمانينيات من القرن الماضي، بدأت المزارع التجارية في إنتاج كميات كبيرة من زيت شجرة الشاي من بلقاء متبادلة الأوراق. تقع العديد من هذه المزارع في نيو ساوث ويلز. منذ السبعينيات والثمانينيات، توسعت الصناعة لتشمل عدة أنواع أخرى من الزيوت المستخرجة: بلقاء سوارية ومليلوكا ستيفوليوديز في تونس ومصر؛ بلقاء بيضاء الجذع في مصر وماليزيا وفيتنام؛ مليلوكا اكيوموناتا في تونس؛ بلقاء خلنجية الأوراق في مصر؛ وبلقاء خماسية العروق في الولايات المتحدة. يمكن أيضًا إنتاج زيوت مماثلة عن طريق تقطير الماء من مليلوكا ليناريفوليا ومليلوكا ديسيتيفلورا. في حين أن توافر زيت شجرة الشاي وطبيعته غير المسجلة الملكية سيجعلانه - إذا ثبتت فعاليته - مناسبًا بشكل خاص لمرض مثل الجرب الذي يصيب الفقراء بشكل غير متناسب، فإن هذه الخصائص نفسها تقلل من اهتمام الشركات بتطويرها والتحقق من صحتها. 
وفقًا لأبحاث السوق، «بلغت قيمة سوق زيت شجرة الشاي العالمي 38.8 مليون دولار في عام 2017 ومن المتوقع أن تصل إلى 59.5 مليون دولار بحلول عام 2025». 